# Hypolobocera meineli
Hypolobocera meineli is een krabbensoort uit de familie van de Pseudothelphusidae. De wetenschappelijke naam van de soort is voor het eerst geldig gepubliceerd in 1988 door von Prahl.